# PS-2滑翔機
Franklin PS-2是一款由R.E.富蘭克林（英語：R. E. Franklin）設計的上單翼支柱單座滑翔機。

## 發展

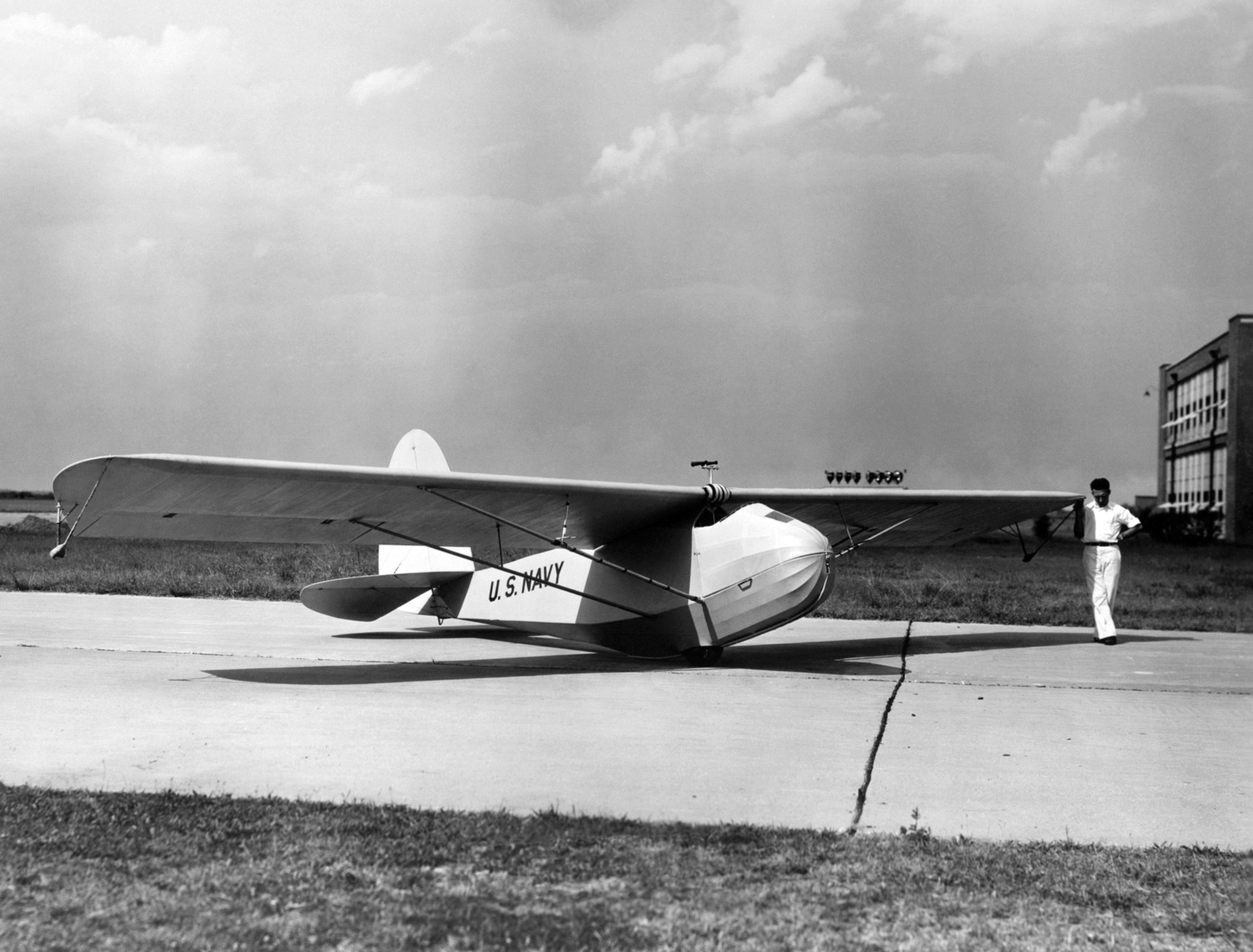
Franklin XPS-2

PS-2的原型機是Texaco Eaglet，並於1930年試飛。PS-2採用鋼製機身和木質機翼，並以(羅馬化：Aircraft fabric covering)包裹機身。機翼沒有其他滑行路徑控制裝置的擾流板，並由雙平行支柱支撐。起落架則採用固定單輪和滑橇。
Eaglet原型機執行了多次長距離拖曳任務，其中包括弗蘭克·霍克斯於1930年從加州飛往紐約埃爾邁拉的拖曳任務，現收藏於國家航空暨太空博物館。
1934年，PS-2成為勒斯蒂格空中列車實驗(英語：Lustig Skytrain experiment)的首選滑翔機。這個概念是串聯牽引三架滑翔機提供運輸與載客服務，從紐約市起飛，並在費城、巴爾的摩和華盛頓特區各釋放一架。 這些滑翔機分別由PS-2的設計師R.E.富蘭克林、傑克·奧米拉 (英語：Jack O'Meara)和史丹．史密斯(英語：Stan Smith)。該計畫最終取消。
PS-2也於1934年用於美國海軍在佛羅里達州彭薩科拉進行的初級飛行訓練實驗，由拉爾夫·巴納比 (英語：Ralph Barnaby)設計。
早期的許多滑翔機飛行員也曾駕駛過PS-2，其中包括理查德·奇切斯特·杜邦英語：、沃倫·伊頓(英語：Warren Eaton)、弗洛伊德·斯威特(英語：Floyd Sweet)和史丹‧史密斯(英語：Stan Smith)。
1983年，據報道，仍有兩架PS-2處於試航階段，一架正在由設計師的兒子查克·富蘭克林 (英語：Chuck Franklin)修復。美國聯邦航空總署於2011年3月註冊了7架PS-2，其中包括富蘭克林-史蒂文斯PS-2。

## 型號
Texaco Eaglet
原型機，翼展50-英尺（15-）
PS-2
量產版本，翼展36英尺（11.0米）
Franklin-Stevens PS-2
改裝的模型
TG-15
1942年由美國陸軍航空兵團接收的8架PS-2，作為訓練滑翔機
TG-17
1942年，美國陸軍航空兵團接收的一架具有鴨翼的PS-2，作為訓練滑翔機（序號42-57193）

## 外部連結
- Photos of the PS-2 in the NSM